# 아이코노스코프

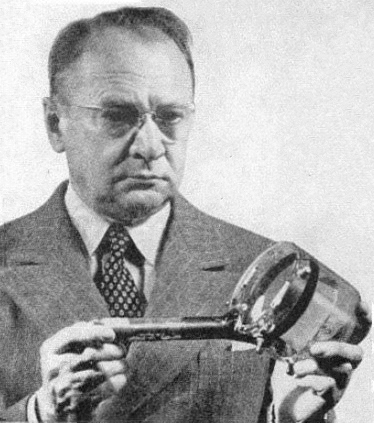
즈보리킨이 아이코노스코프를 붙잡고 있다. 1950년의 한 잡지 문헌에서.

아이코노스코프(iconoscope)는 초기 텔레비전 카메라에 사용된 최초의 비디오 카메라 튜브이다.
빛의 이용률을 향상시켜 빛의 전기로의 변환효율을 향상시키기 위해 축적(蓄積)의 원리가 사용된다.
광전관의 양극과 전원과의 사이에 각각 콘덴서(condenser)를 넣으면 이들 콘덴서는 빛을 받아서 흐르는 광전류에 의하여 언제나 충전이 된다. 그리고 스위치를 넣으면 이 콘덴서의 전하(電荷)가 외부의 부하저항에 흐르도록 된다. 이 콘덴서의 용량 C와 부하저항 R의 값은 스위치가 들어가 있는 동안에 충분히 방전되도록 적당히 택하여 두면 된다. 이와 같이 콘덴서가 광전류를 축적하면 빛에 대한 감도는 훨씬 상승하게 된다. 이 축적의 원리는 1934년에 일본의 다카야나기(高柳健次郎)가 발명한 것이다.
같은 해에 독립으로 연구를 해온 미국 RCA의 즈보리킨(V. K. Zworykin, 1889-1982)이 이 원리를 사용한 아이코노스코프라고 하는 촬상관(撮像管)을 발명하여서 오랫동안 실용되어 왔었다.
그러나 보다 감도가 좋고, 보다 좋은 화질(畵質)의 촬상관에 대한 요구가 가해져서 여러 가지로 연구된 결과 1945년에 같은 RCA에서 이미지 오시콘(image orthicon)이라고 하는 신형의 촬상관을 발표하였다.
이들 촬상관은 모두 광전자 방출의 현상을 쓰고 있으나 1951년에 역시 RCA에서 광도전현상을 쓴 촬상관이 개발되었다. 이것을 비디콘(vidicon)이라고 한다. 직경 25mm가량의 소형 촬상관이었기 때문에 뒤에 설명하는 공업용 텔레비전용으로서 주목을 받게 되었다. 그 후 특성이 개선되어 방송용으로서도 널리 쓰이게 되었다.

## 같이 보기
- 비디오 카메라 튜브